# 古琴室
古琴室是专门用于摆放和弹奏古琴的建筑物。一般的古琴室里面摆放琴台、琴凳和古琴谱架。讲究的古琴室特地在平房地底下挖坑，埋一大瓦缸，缸里头悬挂一口大铜钟，增强古琴的共鸣。最讲究的古琴室是在松林或竹林子里盖一栋两层高的小楼，楼下空置，楼上设为琴室。琴室地板全是木板，楼下空旷，成为一只巨大的共鸣箱，琴声更清澈。